# 関通 (企業)
株式会社関通（かんつう、英: KANTSU CO.,LTD.）は、兵庫県尼崎市西向島町に本拠を置く、EC・通販物流支援サービスを中心とした物流サービス事業を展開する日本の企業。Eコマースロジスティクスのパイオニア的存在。

## 概要
1983年7月創業。1台の軽トラックから始まり、運送業を起点に物流加工、配送・物流へと事業を拡大。楽天アワード（楽天ショップ・オブ・ザ・イヤー）に参加したことがきっかけで、いち早くネットショップの物流に着目。1999年、ネットショップ向け配送センター代行業務を開始。バーコード管理などのトレーサビリティ追求に先駆ける形で独自の管理システムを構築。「物流＝サービス」という考え方を基本に、"業務の見える化"の徹底をはじめ、作業効率やスタッフの能力などを数値化しつつ改善を繰返す方法で発送と教育のノウハウを蓄積。マニュアル化し、配送センターの設計や新人教育法などのノウハウをシステムとして商品化するなど、Eコマースロジスティクスのパイオニアと呼ばれる企業に成長。ショップ・オブ・ザ・イヤー受賞企業などからの高い評価を得ている。
主な事業領域は2つで、BtoC特化型物流（通販事業者を中心に、客の商品を保管し、ネット販売のデータを元に毎日商品を出荷する）と、ITオートメーション事業（自社開発のWMSという在庫管理システムの販売）である。
大阪を中心に関西、関東などに20か所以上の拠点を置く（2022年4月現在）。各エリアに拠点を集中させ、物流連携を行うドミナント戦略とネットワークで全国展開を実現。最先端の物流現場を見て学べるセミナー「学べる倉庫見学会」を実施している。2010年頃からは外国人材を活用開始。2017年6月にはミャンマーの外国人技能実習生の受け入れを実現した。楽天グループやキヤノンITソリューションズと資本、業務提携を行っている。

## 事業内容
- 「委託型」配送センター代行サービス
- 生産性向上サービス|WGP
- 冷凍冷蔵配送センター代行サービス
- ECサイト受注管理代行サービス
- Amazon納品代行サービス
- 大型案件物流代行サービス
- 受注管理と配送業務のワンストップ代行サービス
- 自社物流センター運営移管サービス
- 自社物流改善プログラム
- チェックリストシステム「アニー」
- 倉庫管理システム「クラウドトーマス」
- 学べる倉庫見学会
- プリントオンデマンドデリバリー

## 沿革
- 1983年7月 - 達城久裕が個人営業開始。軽トラック1台での営業であった。
- 1986年4月 - 有限会社軽サービスとして法人設立。
- 1991年6月 - 配送センター設立。
- 1992年1月 - 本社配送センターを統合。物流事業部設立。
- 1993年12月 - 本社・倉庫を統合（東大阪荒本北）。
- 1996年3月 - 株式会社へ組織変更。関西商業流通株式会社とする。
- 2000年2月 - ISO9001認証取得。
- 2001年9月 - 本社・物流センター移転(東大阪長田1-8-13)。
- 2007年
  - 4月 - ISO14001認証取得。
  - 4月 - プライバシーマーク取得（第A440039(01)号）。
  - 7月 - 一般貨物自動車運送事業開始。
- 2008年3月 - 東京営業所開設。
- 2009年7月1日 - 株式会社関通に社名変更。
- 2010年12月 - 受注管理業務代行サービス開始。
- 2011年4月 - EC物流センターを設立。
- 2012年
  - 2月 - 通販物流センターを設立。
  - 10月 - 主管センターを設立。
- 2014年
  - 4月 - ISMS（ISO27001）認証取得。
  - 12月 - 第二通販物流センターを設立。
- 2016年
  - 5月 - TAT配送センターを設立。
  - 7月 - 東大阪市今米に、EC物流センターを移設。
- 2017年
  - 9月 - 千葉県柏市に首都圏通販物流センターを設立。
  - 10月 - 兵庫県尼崎市に関西主管センターを設立。
- 2018年
  - 9月 - 門真市稗島に通販物流センターを移転。
  - 10月 - 埼玉県和光市に東京第一物流センターを開設。
- 2019年
  - 2月 - 楽天と資本業務提携。
  - 3月 - Rakuten Fulfillment Center Amagasakiを開設。
- 2020年
  - 3月 - 埼玉県和光市に東京第四物流センターを開設。
  - 3月19日 - 東京証券取引所マザーズに株式上場[16]。
  - 10月 - 埼玉県新座市に東京第三物流センターを開設。
  - 12月 - WMSトーマスとSyrius AMRのAPIによるデータ自動連携を開始。
- 2021年
  - 1月 - 受注処理自動化サービス「e.can」、RPA作成代行サービス「ippo」を開始。WMS「クラウドトーマス」、楽天グループのハングリードが提供する「BOSS」とのWHGWによるシステム連携を完了。
  - 2月 - 海外企業向けサービス「ONCE」を開始。
  - 3月 - 兵庫県尼崎市にEC通販物流センターを開設。
  - 4月 - キヤノンITソリューションズとWMS「クラウドトーマス」における販売代理店契約を締結。
  - 6月 - 兵庫県尼崎市にD2C物流センターを開設。
  - 7月 - クラウドトーマスとCROSS MALL API連携。
  - 8月 - クラウドトーマスPro独自APIを公開。
  - 10月 - クラウドトーマス3パッケージ同時リリース。
- 2022年
  - 1月 - 兵庫県尼崎市のEC通販物流センター内に自動倉庫を開設。
  - 2月 - 埼玉県新座市に東京主管センターを開設。
  - 2月 - 関西本社1階にショールームを開設。
  - 3月 - キヤノンITソリューションズと資本業務提携。
- 2023年
  - 4月 - スパイスコード株式会社と資本業務提携[3]。
  - 12月 - 関通ネクストロジ株式会社を設立。DXセンター開設[3]。

## 受賞・認定歴
- 2009年 - 経済産業省認定 雇用創出企業
- 2012年 - IT百選
- G-CERTI (ISO27001)
- Pマーク
- 高度管理医療機器等 販売貸与業（高度機器－00242号）
- 化粧品製造許可（27CZ200413）
- 医療部外品製造業許可（27DZ200173）

## 所在地

### 事務所
- 関西本社 - 兵庫県尼崎市西向島町111-4
- 長田オフィス（代表）- 大阪府東大阪市長田東3丁目3番32号　東洋交易ビル4F
- 梅田オフィス - 大阪府大阪市北区大深町 1-1 8F WeWork LINKS UMEDA内
- 東京支社/東京システム開発部 - 東京都千代田区神田佐久間町3-37-1　文唱堂ビル5階

### 物流拠点
- 関西主管センター - 兵庫県尼崎市扇町20番地 4階
- EC通販物流センター - 兵庫県尼崎市西向島町111-4
- D2C物流センター - 兵庫県尼崎市道意町6丁目79
- 東大阪主管センター - 大阪府東大阪市本庄西1-7-38
- 東大阪長田物流センター - 大阪府東大阪市長田1丁目8-13
- 東大阪第2物流センター - 大阪府東大阪市本庄中2丁目4-12　東大阪市流通倉庫団地内
- 東大阪第3物流センター - 大阪府東大阪市本庄中2丁目2-47号　東大阪市流通倉庫団地内
- 東大阪通販物流センター - 大阪府門真市稗島223
- 東大阪EC物流センター - 大阪府東大阪市今米2-2-8
- 東大阪TAT配送センター - 大阪府東大阪市本庄西1-6-26
- 門真通販物流センター - 大阪府門真市桑才新町30-5
- 東京主管センター - 埼玉県新座市中野1丁目13-7
- 東京第一物流センター - 埼玉県和光市白子1-12-1
- 東京第二物流センター - 千葉県柏市鷲野谷1027-7 2階
- 東京第三物流センター - 埼玉県新座市大和田3丁目3番21号
- 東京第四物流センター - 埼玉県和光市新倉5-1-63
- ロジクール品川センター - 東京都大田区東海1-3-6　プロロジスパーク東京大田4階
- 埼玉物流センター - 埼玉県志木市下宗岡2-19-50
- ロジクール神戸センター - 兵庫県神戸市北区有馬町1658-3
- ロジクール奈良センター - 奈良県大和郡山市横田町703-1

### ミャンマー
- ヤンゴンBPOセンター - La Pyayt Wun Plaza 207, #37, Alan Pya Pagoda Rd., Dagon Twonship, 11191, Yangon, Myanmar